# Zwarte Berg (Sint-Pietersberg)
De Zwarte Berg is een voormalig gangenstelsel en voormalige Limburgse mergelgroeve in Nederlands Zuid-Limburg in de gemeente Maastricht. Het gangenstelsel lag in de Sint-Pietersberg in het Plateau van Caestert, gelegen tussen de Luikerweg in het oosten en de Van Schaikweg in het westen. Het gangenstelsel is afgegraven door de ENCI en lag ten oosten van de nog resterende driehoekige blokken kalksteen die zich aan de zuidzijde van de Oehoevallei bevinden.
Het gebied van de Zwarte Berg is net als het stelsel van Wilde Berg onderdeel van het gangenstelsel Zonneberg en ligt in het westelijke gedeelte van Zonneberg.

## Geschiedenis
Het gangenstelsel werd oorspronkelijk door blokbrekers vanuit Slavante ontgonnen.
In de 17e eeuw werden er in het gangenstelsel meerdere tekeningen door paters aangebracht op de muren.
In februari 1948 werden er door een champignonkweker in Zwarte berg acht 1/4 patagons (munten) gevonden die stammen uit de periode 1625-1648.
In 1966 werd er na onderzoek door de Provinciale Waterstaat een overeenkomst bereikt waarbij het concessiegebied van de ENCI-groeve werd uitgebreid. Uitgangspunten waren daarbij dat de skyline van het omliggende land niet (verder) verstoord mocht worden en dat de dalwanden van het Maasdal en Jekerdal intact moesten blijven. De ENCI kon met deze uitgangspunten enkel in noordelijke richting uitbreiden. Naar het noorden bevond zich het gangenstelsel Zonneberg met de deelgebieden Zwarte Berg en Wilde Berg. Vanwege de cultuurhistorische en toeristische waarde werd Zonneberg zelf behouden, evenals het Poppelmondedal, maar kwamen de Zwarte Berg, de Wilde Berg, het gebied van D'n Observant en het ENCI-bos binnen het concessiegebied te liggen.